# Amplificador de luz

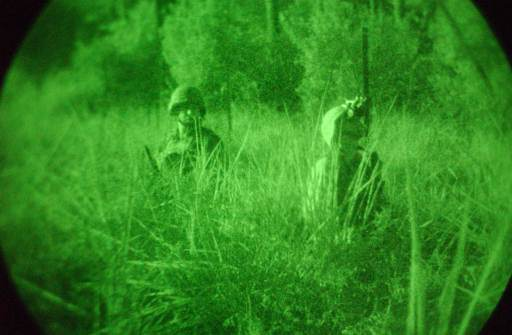
Dos soldados estadounidenses durante la invasión de Irak en 2003, fotografiados con un amplificador de luz.

Un Amplificador de luz es un dispositivo que amplifica la luz visible y la luz cercana a la infrarroja de una imagen de modo que se ilumine una escena débil y se puede ver por una cámara fotográfica o por el ojo humano. 
Los amplificadores de luz no son visibles a simple vista, sino que se encuentran en el interior de cámara amplificadora de luz, de los cuales son el componente principal.
Las cámaras amplificadoras de luz muestran una imagen más realista del entorno percibido comparadas con las cámaras infrarrojas, porque las intensidades luminosas de los cuerpos mostrados en pantalla son correspondientes a la intensidad óptica verdadera y no a la temperatura como en el caso de la cámara infrarroja. 
Este realismo de imágenes los hace más convenientes para la mayoría de sus usuarios que generalmente no necesitan rastrear un cuerpo por su temperatura, sino por su muy baja iluminación.

## Funcionamiento de los amplificadores de luz, de lasgeneraciones 2y3
1. Una porción de la luz, emitida o reflejada por los cuerpos del entorno percibido, atraviesa unos lentes, delante del amplificador, para enfocarla.
2. La porción de luz enfocada es absorbida.por un fotocátodo que convierte a los fotones en electrones.
3. Los electrones atraviesan un disco de microcanales (#MCP) que prolifera el número de electrones.
4. Ese mayor número de electrones viaja hasta una pantalla de fósforo verde, en el extremo posterior del amplificador donde impactan produciendo imágenes luminosas como consecuencia.

## Deficiencias de funcionamiento de lasgeneraciones ceroy1

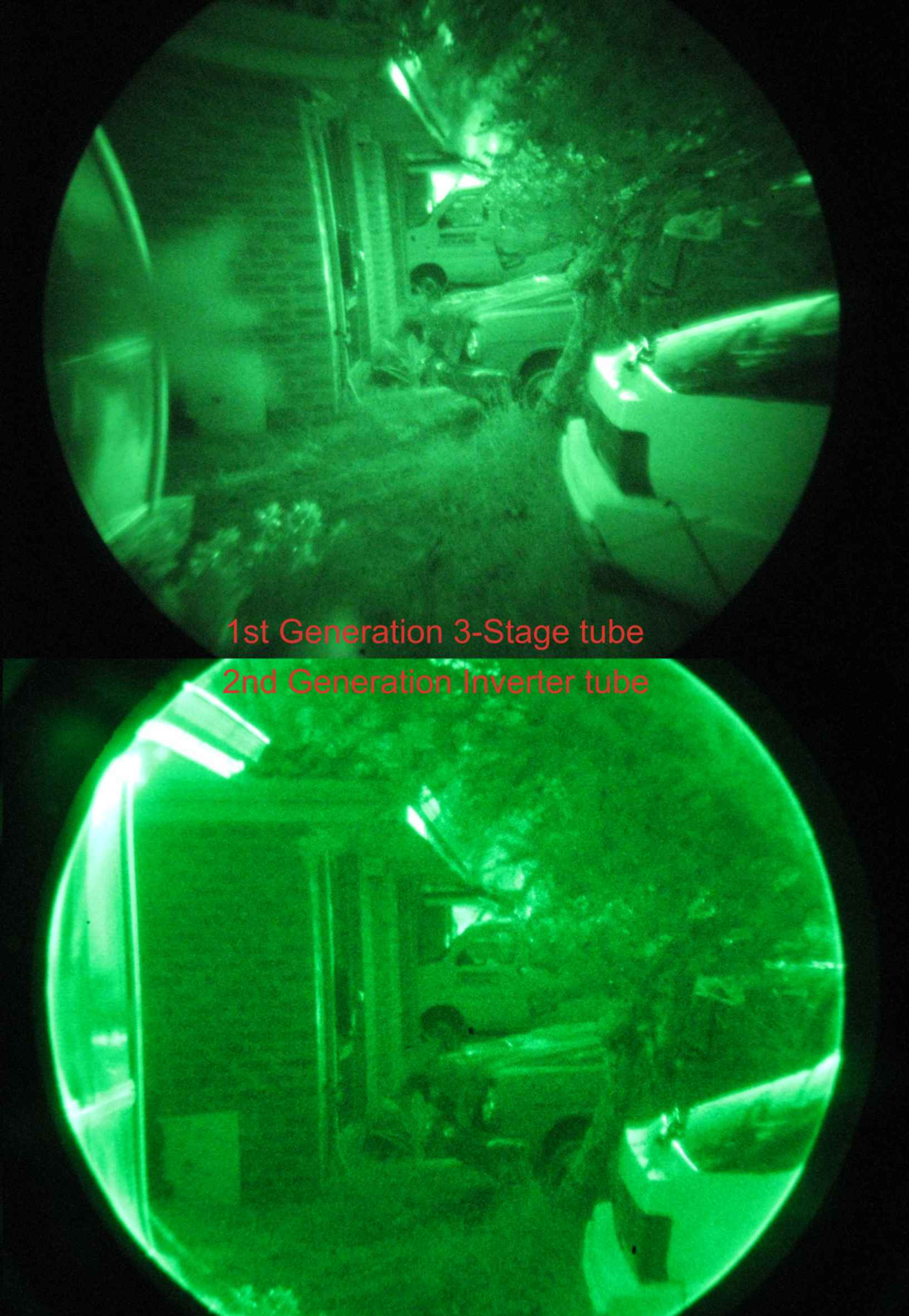
Comparación fotográfica entre un tubo en cascada de primera generación y un tubo de oblea de segunda generación, ambos con inversión electrostática, un fotocátodo de 25 mm del mismo material y el mismo objetivo F2.2 de 55 mm. El tubo en cascada de primera generación presenta distorsión de cojín, mientras que el de segunda generación presenta corrección de distorsión. Todos los tubos inversores, incluidos los de tercera generación, presentan cierta distorsión.

Su funcionamiento es parecido al de las generaciones 2 y 3, pero con las siguientes carencias en sus mecanismos:
- Carecen de #MCP, y como consecuencia, la pantalla muestra imágenes con una distorsión geométrica notable y, las baterías tienen corta duración.

- Los materiales de sus fotocátodos les proporcionan menos fotosensibilidad a los muy bajos niveles de iluminación comparados con las generaciones 2 y 3; por eso las imágenes del entorno aparecen obscurecidas y necesitan obligatoriamente reflectores con filtro de brillo para alumbrar el entorno sin revelarse a otros observadores de ojos desnudos en la oscuridad.

## Fotosensibilidad
También le llaman sensibilidad del fotocátodo. Es la habilidad del fotocátodo de producir corrientes eléctricas al absorber luz, se mide con la unidad: Microamperio por lumen (µA/lm).
Mientras mayor es la fotosensibilidad, se muestra al entorno con mayor claridad en la pantalla.

## MCP
Su función básica es la de reducir notablemente la distorsión geométrica, como consecuencia aumenta la duración de la batería.
La distorsión geométrica es la borrosidad con se muestran las imágenes en la pantalla de fósforo.
El MCP es un disco de vidrio cubierto de metal que prolifera los electrones producidos por el fotocátodo. Tiene de 2 a 6 millones de muy pequeños agujeros, llamados canales, distribuidos aleatoriamente en el disco.
MCP es la abreviatura de las palabras inglesas Micro Channel Plate.

### Mecanismo de proliferación de electrones
Cuando uno de los electrones provenientes del fotocátodo entra a uno de los canales, golpea las paredes y libera muchos electrones. Esos electrones liberados también golpean las paredes y liberan más electrones, y se provoca una reacción en cadena que libera una enorme cantidad de electrones de solo uno que entró. Finalmente. todos estos electrones liberados viajan hacia la pantalla de fósforo para formar las imágenes con mayor nitidez.

## Etapas evolutivas de los amplificadores de luz

### Generación cero
Creada durante la Segunda Guerra Mundial para proveer a los francotiradores de visión nocturna.
- La peor #fotosensibilidad (60 µA/lm), debido al material del fotocátodo, el S-1.
- La pésima fotosensibilidad hacía que, el reflector fuera indispensable en todo momento.
- Mucha distorsión geométrica en imágenes.
- El mayor consumo de electricidad.
- Uso de baterías grandes y pesadas.
- La menor duración de baterías.
- El menor período de vida útil del dispositivo.

Como ambas huestes en la Segunda Guerra utilizaban estos dispositivos, el reflector revelaba la posición de un francotirador a un enemigo que usara equipo semejante, y se era blanco fácil de los enemigos.

### Generación 1
Se empezó a usar durante la guerra de Vietnam. Es el primer amplificador de luz pasivo, porque en ciertas circunstancias no necesita el reflector para crear imágenes.
- Fotosensibilidad mala, pero mejor que la generación cero (180-200 µA/lm), debido al material del fotocátodo, el S-20.
- El reflector es indispensable, excepto durante noches de luna llena.
- Las imágenes todavía muestran mucha distorsión geométrica.
- Consume menos electricidad que la generación cero.
- Mayor duración de las baterías que la generación cero, alrededor
- Período de vida útil del dispositivo de 1500 horas.

### Generación 2
Esta generación y la 3 son las más preferidas en uso.
- Fotosensibilidad adecuada, y mejor que la generación 1; (240 µA/lm o mayor). El material del fotocátodo es el S-25.
- Necesita reflector bajo ciertas circunstancias, pero no es tan indispensable para ver.
- Primera generación en poseer #MCP, produce imágenes de nitidez adecuada.
- Mejor rendimiento de la electricidad que las generaciones cero y 1.
- Porta baterías de menor tamaño, algunos dispositivos pueden usar solo una de tamaño AA de 1.5 voltios.
- Las baterías duran mayor tiempo, con algunos dispositivos hasta 40 horas o mayor tiempo.
- Período de vida útil del dispositivo de 2500 horas.

### Generación 3
Esta generación es utilizada por los actuales ejércitos, pero también está al alcance de los civiles. Tiene la misma tecnología de la generación 2, pero con un MCP mejorado y; un nuevo material para el fotocátodo, el arseniuro de galio, que lo hace mucho más sensible a los muy bajos niveles de iluminación, al grado de ser la primera generación en percibir la iluminación que proporcionan las estrellas al entorno.
- Sus prestaciones son excelentes.
- La mejor fotosensibilidad; (arriba de 800 µA/lm), solo si la radiación percibida se encuentra en un rango de longitud de onda de 450 a 950 nm.
- Generalmente no necesita reflector, porque puede percibir entornos iluminados por la luz de las estrellas, incluso en una noche nublada. Pero sí sería necesario únicamente en tinieblas.
- Las imágenes son muy nítidas, porque la distorsión geométrica es casi imperceptible para el ojo humano.
- El mismo rendimiento de la energía eléctrica que la generación 2 o mejor.
- La misma duración de baterías que la generación 2.
- También hay algunos dispositivos que utilizan una sola batería de tamaño AA de 1.5 voltios.
- Es menos ruidoso.
- Deslumbra menos en ambientes urbanos.
- Período de vida útil del dispositivo de 10 000 horas.
- Es más costoso que las anteriores generaciones.